# Walter Braemer
Walter Adam Agathon Rudolf Braemer (Königsberg, 7 januari 1883 - Hamburg, 13 juni 1955) was een Duitse officier, General der Infanterie en SS-Gruppenführer (generaal-majoor) tijdens de Tweede Wereldoorlog. 
Hij was verantwoordelijk voor oorlogsmisdrijven op de burgerbevolking van Bromberg in Polen. En misdaden tegen de menselijkheid in de Holocaust in Rusland.
Hij ontkwam na de oorlog aan vervolging en bestraffing, ondanks dat hij 2½ jaar als krijgsgevangene door de Britten werd vastgehouden.

## Leven
Op 7 januari 1883 werd Walter Braemer geboren in Königsberg een havenstad aan de Oostzee in Oost-Pruisen. Hij was de zoon van de landgoed eigenaar Adam Braemer. Van 1880 tot 1895 volgde hij thuisonderwijs in zijn ouderlijk huis. Hierna ging Braemer naar de cadettenschool in Potsdam. Aansluitend volgde hij opleiding aan de hoofd cadettenschool in Groß-Lichterfelde. Op 2 maart 1901 meldde Braemer zich als Fähnrich (vaandrig) aan in het 2. Hannoversches Dragoner-Regiment Nr. 16 in het Pruisische leger. Hij volgde opleiding aan de Kriegsakademie (militaire academie) in Berlijn. Hierna volgde zijn plaatsing in de Duitse Generale Staf en diende Bramer in staven van de respectievelijke verschillende divisies.

### Eerste Wereldoorlog
Tijdens de Eerste Wereldoorlog diende Braemer als stafofficier in het k.u.k. Generale staf van het Oostenrijks-Hongaars leger. En aansluitend als stafofficier in de staf van de opperkwartiermeester in het Armeeoberkommando 10 (AOK 10). Tot het einde van de oorlog bleef hij als stafofficier werken en werd in januari 1919 gedemobiliseerd. Op 17 januari 1917 werd hij onderscheiden met de Ridderkruis in de Huisorde van Hohenzollern met Zwaarden voor militaire prestaties die nog steeds een compleet mysterie vormen.

### Interbellum
Van 12 januari 1919 tot 1 juli 1919 was Braemer aangewezen als organisator en Erster Generalstabsoffizier (Ia) (1e Generale Stafofficier) voor het officieren-vrijwilligenkorps. Hierna werd hij opgenomen in de Reichswehr en toegewezen aan de Generale Staf van de Reichswehr-Brigade 20. Hij was ook tegelijk referent in de inspectie van de cavalerie in het Rijksministerie van Defensie (Reichswehrministerium). Na zijn bevordering tot Major (majoor), volgde in april 1922 zijn benoeming tot eskadronchef in het 2. (Preuß.) Reiter-Regiment wat gestationeerd was in Allenstein en Osterode in Ermland, (provincie Oost-Pruisen). Hierna volgde zijn overplaatsing naar de staf van de 6e Divisie in Münster, daar diende Braemer voor 3 jaar en vier maanden. Op 1 februari 1927 werd Bramer benoemd tot commandant van het 6. (Preußisches) Reiter-Regiment gestationeerd in Pasewalk. Aansluitend ging hij naar de stad Insterburg om daar als commandant van te dienen. 
Op 1 oktober 1932 werd Braemer bevorderd tot Generalmajor (brigadegeneraal) en ging twee maanden later met pensioen.
Twee jaar en acht maanden na Hitlers machtsovername en bijna drie jaar na zijn afscheid van de Reichswehr, werd Braemer lid van de Schutzstaffel (SS) hij werd ingeschaald als SS-Standartenführer (kolonel). Hij werd als opleidingsreferent ingezet in het de SS-Oberabschnitte Nord. Op 1 mei 1937 werd Braemer ook lid van de Nationaalsocialistische Duitse Arbeiderspartij (NSDAP) en de Lebensborn vereniging. Hij werd overgeplaatst naar de SS-Oberabschnitte Nordwest en werd weer gereactiveerd als Generalmajor in de Heer.
Tijdens de mobilisatie ter voorbereiding op de Duitse aanval op Polen werd Braemer benoemd tot "Korück 580". Op 30 augustus 1939 gaf hij de opdracht voor de oprichting van een concentratiekamp bij Liepe, acht kilometer ten westen van de huidige Duits-Poolse grens. Het werd op 1 september 1939 operationeel de eerste dag van de Tweede Wereldoorlog. Als Korück was Braemer ook verantwoordelijk voor de oprichting van kampen in Łopienek (Ruhental) en andere locaties.

### Tweede Wereldoorlog
Aan het begin van de Tweede Wereldoorlog kwam Braemer "Korück 580" samen het 4e Leger naar Bromberg tijdens de Poolse Veldtocht, twee dagen na de Bloedige Zondag van 3 september 1939. Daar ging de ‘fanatieke nationaalsocialist’ te werk met ‘ongekende brutaliteit’: als vergelding namen eenheden onder zijn bevel ook deel aan dagenlange schietpartijen op honderden Poolse burgers die ervan werden beschuldigd wapens te hebben gedragen of verzet te hebben geboden. De Duitse historicus Christian Hartmann beschrijft dit als een geordende oorlogsmisdrijf en ontkent dat er sprake was van een spontane uitbarsting van geweld.
Op 30 augustus 1939 gaf Braemer het bevel tot de oprichting van het concentratiekamp in Liepe, 8 kilometer ten westen van de huidige Duits-Poolse grens wat werd opgericht op 1 september 1939, de eerste dag van de Tweede Wereldoorlog. Als "Korück 580" was Braemer ook verantwoordelijk voor de oprichting van de kampen in Łopienek (Ruhental) en andere plaatsen.
In mei 1941 werd Bramer in het Führerreserve (OKH) geplaatst. 
Twee dagen na het begin van Operatie Barbarossa werd Braemer benoemd tot Wehrmachtbefehlshaber Ostland, militair opperbevelhebber van het Rijkscommissariaat Ostland. Een nazi-regime over de Baltische staten met zijn hoofdkwartier in Riga de hoofdstad van Letland. In deze hoedanigheid was hij nauw betrokken bij de massamoord op de Joodse bevolking in de gebieden die onder zijn bevel stonden. Hij was onder andere verantwoordelijk voor het uitvaardigen van wetgeving die de juridische en operationele basis legde voor de uitroeiing van hele Joodse gemeenschappen, die uit duizenden mensen bestonden, tijdens de Holocaust. In september 1941 rekende Braemer zelf ook “Joden en pro-Joodse kringen” tot alle “factoren die de vrede en orde in gevaar brachten” die geneutraliseerd moesten worden door “snelle actie en meedogenloze, brute procedures.” Op 20 november 1941 informeerde hij rijkscommissaris Hinrich Lohse dat de “Joodse bevolking van Wit-Rusland [...] bolsjewistisch was en in staat tot elke anti-Duitse houding”.
Op 20 april 1944 werd Braemer in het Führerreserve geplaatst na een woordenwisseling met de rijkscommissaris Hinrich Lohse tijdens de viering van de verjaardag van Hitler in Riga. Andere bronnen vermelden: publiekelijk geslagen door Lohse. Hij genoot vriendschappelijke relaties met de SS en politie en speelde een actieve rol in de vernietiging van de Joden en de partizanen. Braemer was zeer goed bevriend met de HSSPF "Ostland" Friedrich Jeckeln en Prützmann en Jedicke. Hij speelde een vooruitstaande rol bij de inleiding tot massamoord in het Generalkommissariat Weißruthenien van herfst 1941.
Braemers dienst in het Ostland werd door zowel de Wehrmacht als de SS als zo verdienstelijk beschouwd dat hij werd beloond met twee militaire bevorderingen, namelijk tot Generalleutnant (generaal-majoor) slechts een week na aankomst, en later, 14 maanden na zijn diensttijd, op 1 september 1942, als beloning voor een goed uitgevoerde taak, tot General der Kavalerie z.v. ("generaal van de cavalerie", de op één na hoogste rang van generaal, ongeveer gelijk aan luitenant-generaal, een "prestigieus" cachet binnen de echelons van het Duitse leger). En vervolgens opnieuw op de laatste dag van zijn opdracht met een SS-bevordering tot de rang van SS-Gruppenführer (generaal-majoor), de op twee na hoogste rang in de SS. Goebbels ging zelfs zo ver dat hij Braemers "politieke ideeën" besprak in zijn dagboeken (aantekening van 24 november 1941). Op 1 mei 1944 werd hij afgelost door de generaal Werner Kempf als Wehrmachtbefehlshaber Ostland. En werd tot januari 1945 weer in het Führerreserve (OKH) geplaatst. 
Op 17 januari 1945 werd Braemer weer als actief General der Kavalerie z.V. (generaal der Cavalerie voor speciaal gebruik) toegewezen aan het Wehrkreiskommando I met het hoofdkwartier in Koningsbergen. Aansluitend werd hij overgeplaatst naar het Wehrkreiskommando II met het hoofdkwartier in Stettin. In februari 1945 kreeg Braemer zijn laatst functie van de oorlog als Korück van het 11e Leger.
Op 2 mei 1945 werd Braemer door de Britten in de havenstad van Lübeck krijgsgevangen gemaakt. Hij kwam in het Island Farm voor hoog geplaatste nazi's terecht. En werd vervolgens in het interneringskamp Neuengamme geplaatst.

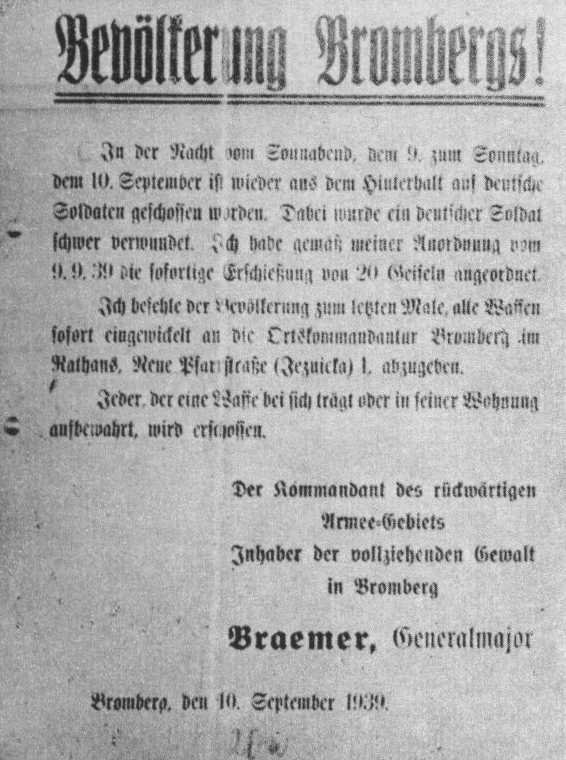
Aankondiging van een openbare executie van 20 Poolse gijzelaars in Bromberg op 9 september 1939, ondertekend door Generalmajor Braemer.

## Na de oorlog
Over het verdere verloop van zijn leven is niets bekend. Op 13 juni 1955 stierf Braemer in Hamburg.

## Nasleep
De persoonlijke papieren en personeelsdossiers van Braemer (Personalakte Walter Braemer; inclusief pagina's uit zijn oorlogsdagboek die direct bewijs leveren van enkele van zijn misdaden) worden bewaard in het Duitse Federale Archief-Militaire Archieven (BA-MA; zie Bundesarchiv-Militärarchiv) aan de Wiesentalstraße 10 in de stad Freiburg im Breisgau (Pers. 6/2102), en in het Bundesarchiv Berlijn (BAB).

## Carrière
Braemer bekleedde verschillende rangen in zowel de Pruisische leger als Allgemeine-SS. De volgende tabel laat zien dat de bevorderingen niet synchroon liepen.
| Datums                                                   | Pruisische leger | Reichswehr     | Sturmabteilung      | Allgemeine-SS       | Heer                       |
| -------------------------------------------------------- | ---------------- | -------------- | ------------------- | ------------------- | -------------------------- |
| 2 maart 1901                                             | Fähnrich         | —              | —                   | —                   | —                          |
| 27 januari 1902 (met Patent van 22 juni 1900)            | Leutnant         | —              | —                   | —                   | —                          |
| 27 januari 1910                                          | Oberleutnant     | —              | —                   | —                   | —                          |
| 17 februari 1914                                         | Rittmeister      | —              | —                   | —                   | —                          |
| 1 januari 1922 (met RDA, later gewijzigd in 1 juni 1921) | —                | Major          | —                   | —                   | —                          |
| 1 april 1926                                             | —                | Oberstleutnant | —                   | —                   | —                          |
| 1 oktober 1929                                           | —                | Oberst         | —                   | —                   | —                          |
| 1 oktober 1932                                           | —                | Generalmajor   | —                   | —                   | —                          |
| 15 oktober 1933                                          | —                | —              | SA-Sturmführer      | —                   | —                          |
| 1 januari 1934                                           | —                | —              | SA-Standartenführer | —                   | —                          |
| September 1934                                           | —                | —              | AW-Oberführer       | —                   | —                          |
| 1 oktober 1935                                           | —                | —              | —                   | SS-Standartenführer | —                          |
| 13 september 1936                                        | —                | —              | —                   | SS-Oberführer       | —                          |
| 20 juni 1938                                             | —                | —              | —                   | SS-Brigadeführer    | —                          |
| 1 juli 1941                                              | —                | —              | —                   | —                   | Generalleutnant z.V.       |
| 1 september 1942                                         | —                | —              | —                   | —                   | General der Kavalerie z.V. |
| 20 april 1944                                            | —                | —              | —                   | SS-Gruppenführer    | —                          |

- Opmerking: de rang van Generalmajor is vergelijkbaar met die van een hedendaagse Brigadegeneraal (OF-6). Het Duitse leger (Heer) kende tijdens de Tweede Wereldoorlog geen rang van een Brigadegeneraal, waardoor de eerste generaalsrang een Generalmajor was. Het naoorlogse Duitse leger kent overigens wel volgens de NAVO schaal een Brigadegeneraal als eerste generaalsrang.

## Lidmaatschapsnummers
- NSDAP-nr.: 4 012 329 (lid geworden 1 mei 1937[5][8])
- SS-nr.: 223 910 (lid geworden 1 oktober 1935[5][8][6])

## Onderscheidingen
Selectie:
- Abzeichen für Beobachtungsoffiziere aus Flugzeugen in 1914[1]
- Duitse Kruis in zilver in 1943 als General der Kavalerie z.V. en Wehrmachtbefehlshaber Ostland[2][21]
- Ridderkruis in de Huisorde van Hohenzollern met Zwaarden op 17 januari 1917[2][21]
- IJzeren Kruis 1914, 1e Klasse[2] (24 december 1914[21]) en 2e Klasse[2][21]
- Herhalingsgesp bij IJzeren Kruis 1939, 1e Klasse[2][21] en 2e Klasse[2][21]
- Vorstelijk Hohenzollernse Huisorde, 3e Klasse met Zwaarden[21]

## Afkortingen
- AW - Ausbildungswesen = SA-trainingscommando
- z.V. - zur Verwendung = voor speciaal gebruik
- Ia (Erster Generalstabsoffizier) = 1e Generale Stafofficier
- HSSPF ((Höherer) SS- und Polizeiführer) - (Hogere) SS- en politieleider